# Phare d'Heligoland
Le phare d'Héligoland (en allemand : Leuchtturm Helgoland) est un phare actif situé sur l'île d'Heligoland (Arrondissement de Pinneberg - Schleswig-Holstein), en Allemagne.
Il est géré par la WSV de Tönning.

## Histoire
Le premier phare, sur Heligoland, fut construit par la Trinity House en 1811, lorsque l'île était sous domination britannique. Le dit Englischer Leuchtturm ("phare anglais") était à 67 mètres au-dessus du niveau moyen de la mer. Il portait une aide importante à la navigation dans la Baie Allemande, car sa lumière était visible à peu près deux fois plus loin que celle du phare de Cuxhaven, qui avait été établi quelques années auparavant. Le phare anglais a été démoli peu après l’inauguration d’un nouveau bâtiment en 1902. La lanterne et l’optique ont été transférées sur l’île de Fehmarn, dans la mer Baltique, où elles ont été installées sur le phare de Staberhuk.

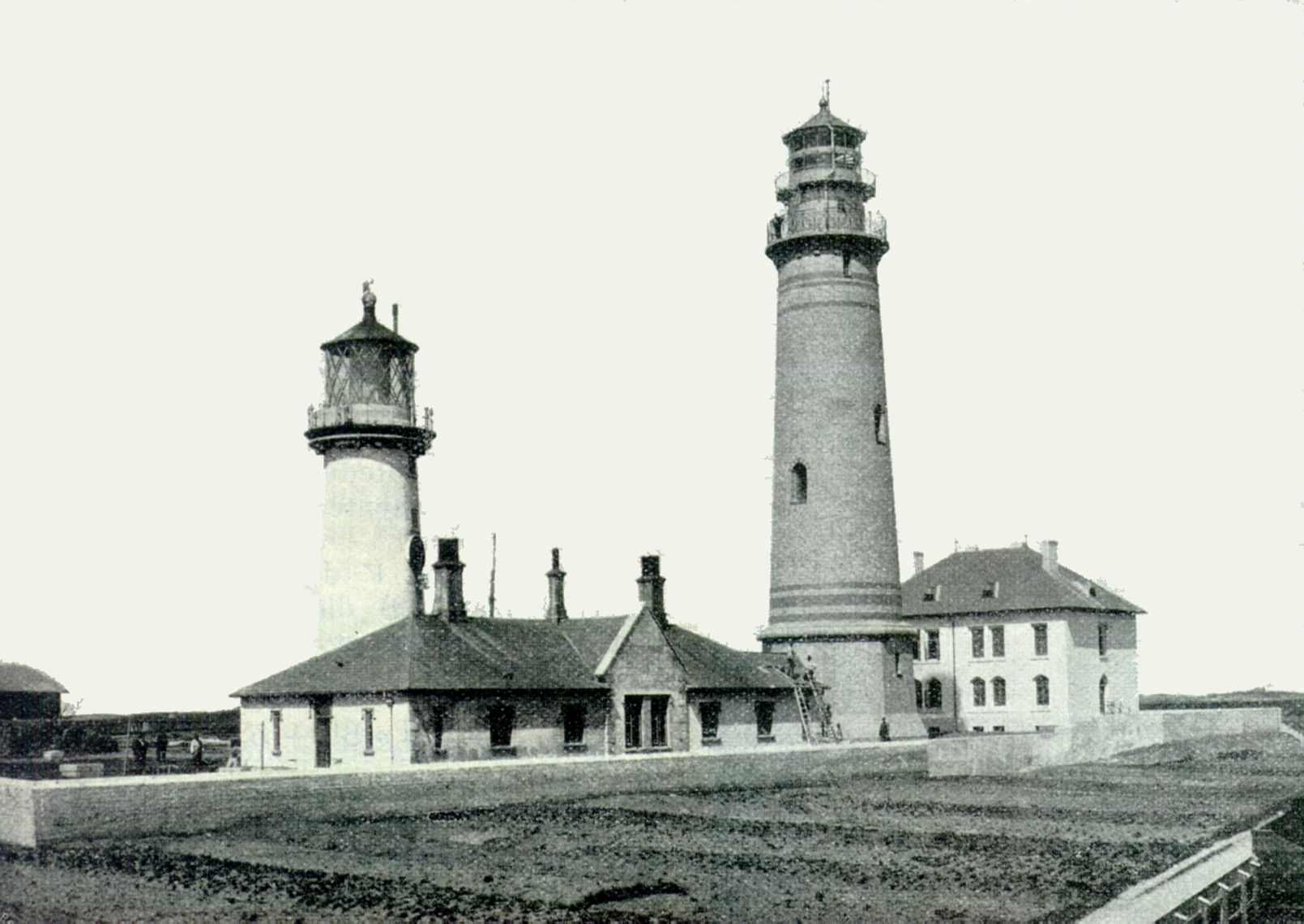
Le phare en 1903

Le second phare a été commandé par l'administration prussienne en 1902. Ce phare a été en service de 1902 jusqu'à sa destruction pendant la guerre en 1945. Il a été construit comme une tour circulaire en briques sur les mêmes plans que le phare du cap Arkona sur l'île de Rügen en mer Baltique. Le 18 avril 1945, lors d’un raid de bombardement par la Royal Air Force, ce phare a été détruit et le gardien a été tué.
En 1941, une tour antiaérienne de forme carrée en béton armé avait été construite sur Heligoland. Ce fut le seul bâtiment à avoir survécu après la destruction, avec 6.700 tonnes d'explosifs, les installations militaires et les bunkers allemands par la Royal Navy le 18 avril 1947. En 1952, cette tour a été modifiée pour servir de phare de fortune.
Le phare actuel  date de sa rénovation en 1965 avec un plaquage en brique rouge. Plus tard, un capteur radar, des appareils de radiotéléphonie marine et mobile et un radiophare ont été ajoutés au sommet de la lanterne. C'est le phare le plus puissant de la côte allemande. L'autorité de la navigation de Wilhelmshaven utilise le phare comme station de radio relais pour la régulation du trafic maritime dans la zone orientale de la baie. Il est automatisé depuis 1956 et possède un Système d'identification automatique pour la navigation maritime (AIS).

## Description
Le phare , est une tour quadrangulaire de 9 étages de 35 m de haut, avec une galerie et une lanterne circulaire, surmontée de diverses installations. La tour est rouge avec le neuvième étage blanc, et la lanterne est noire sur une base peint en blanc. Il émet, à une hauteur focale de 82 m, un bref éclat blanc de 0.1 seconde par période de 5 secondes. Sa portée est de 28 milles nautiques (environ 52 km).
Identifiant : ARLHS : FED-101 ; 3-08000 - Amirauté : B1312 - NGA : 10136 .

## Caractéristiques dufeu maritime
Fréquence : 5 secondes (W)
- Lumière : 0.1 seconde
- Obscurité : 4.9 secondes

|                    |
| Heligoland et Düne |

|          |
| Le phare |

|          |
| Le phare |